# سانتریا
سانتریا (به آفریقایی: Santería) ترکیبی است از مذهب کاتولیک، عبادت ارواح مردگان و باورهای مذهبی به جا مانده از بردگان سیاه‌پوست، به ویژه از نیجریه. افراد زیادی به انجام دادن مناسک سانتریا می‌پردازند. آنها اجداد مرده خود را عبادت می‌کنند و عقیده دارند که آنها در دنیای ارواح زندگی می‌کنند و از آنها کمک و یاری می‌خواهند، درست مثل کاتولیک‌هایی که از قدیسان استمداد می‌کنند. سانتریا شرّ را اشاعه نمی‌دهد اما به قربانی کردن حیوانات می‌پردازد.
اگرچه شیطان‌پرستان اعتقاد به قربانی کردن حیوانات ندارند و این مسئله، یکی از وجوه تمایز آشکار بین سانتریا و شیطان‌پرستی است با این حال برخی از مردم به اشتباه فکر می‌کنند که سانتریا با شیطان‌پرستی رابطه دارد.